# Saison 1989-1990 de la LHJMQ
Saison précédente Saison suivante
La saison 1989-1990 est la vingt-et-unième saison de hockey sur glace de la Ligue de hockey junior majeur du Québec. Le Titan de Laval remporte la Coupe du président en battant en finale les Tigres de Victoriaville.

## Contexte
La ligue inaugure cinq nouvelles récompenses : Shell Canada sponsorise deux trophées de joueur de l'année, un pour les joueurs offensifs et un pour les joueurs défensifs ; Transamerica parraine la plaque Transamerica remis au joueur avec les meilleurs totaux plus-moins ; un premier prix est créé spécifiquement pour les dirigeants d'équipe, le trophée John-Horman remis à l'administrateur de l'année ; le trophée Paul-Dumont est attribué à toute personne impliquée dans la ligue. Les Canadiens junior de Verdun sont relocalisés à Saint-Hyacinthe au Québec et deviennent le Laser de Saint-Hyacinthe. Les Castors de Saint-Jean sont renommés pour devenir les Lynx de Saint-Jean.

## Saison régulière

### Classement
| Clt | Équipe                        | PJ | V  | D  | N | BP  | BC  | Pts |
| --- | ----------------------------- | -- | -- | -- | - | --- | --- | --- |
| 1   | Tigres de Victoriaville       | 70 | 42 | 23 | 5 | 314 | 223 | 89  |
| 2   | Draveurs de Trois-Rivières    | 70 | 44 | 26 | 0 | 345 | 278 | 88  |
| 3   | Collège français de Longueuil | 70 | 39 | 29 | 2 | 292 | 255 | 80  |
| 4   | Cataractes de Shawinigan      | 70 | 38 | 30 | 2 | 328 | 275 | 78  |
| 5   | Titan de Laval                | 70 | 37 | 30 | 3 | 332 | 274 | 77  |
| 6   | Olympiques de Hull            | 70 | 36 | 29 | 5 | 306 | 282 | 77  |
| 7   | Laser de Saint-Hyacinthe      | 70 | 35 | 29 | 6 | 299 | 301 | 76  |
| 8   | Saguenéens de Chicoutimi      | 70 | 34 | 33 | 3 | 280 | 297 | 71  |
| 9   | Lynx de Saint-Jean            | 70 | 30 | 36 | 4 | 297 | 311 | 64  |
| 10  | Bisons de Granby              | 70 | 20 | 49 | 1 | 227 | 340 | 41  |
| 11  | Voltigeurs de Drummondville   | 70 | 14 | 55 | 1 | 232 | 416 | 29  |

- En gras : champion de la saison régulière
- En italique : qualifié pour les séries éliminatoires

### Meilleurs pointeurs
| Joueur             | Équipe                      | PJ | B  | A   | Pts | Pun |
| ------------------ | --------------------------- | -- | -- | --- | --- | --- |
| Patrick Lebeau     | Saint-Jean et Victoriaville | 72 | 68 | 106 | 174 | 109 |
| Steve Cadieux      | Shawinigan                  | 67 | 73 | 90  | 163 | 101 |
| Steve Larouche     | Trois-Rivières              | 60 | 55 | 90  | 145 | 40  |
| Martin Saint-Amour | Trois-Rivières              | 60 | 57 | 79  | 136 | 162 |
| Jan Alston         | Saint-Jean                  | 65 | 61 | 74  | 135 | 137 |
| Paul Willett       | Longueuil                   | 68 | 57 | 75  | 132 | 68  |
| Andrew McKim       | Hull                        | 70 | 66 | 64  | 130 | 44  |
| Sylvain Fleury     | Longueuil                   | 70 | 50 | 74  | 124 | 26  |
| Pierre Sévigny     | Saint-Hyacinthe             | 67 | 47 | 72  | 119 | 205 |
| Stéphane Groleau   | Shawinigan                  | 70 | 47 | 68  | 115 | 128 |

## Séries éliminatoires
Les huit meilleures équipes de la ligue jouent les séries éliminatoires à l'issue desquelles l'équipe vainqueur remporte la Coupe du président.
|  | Quarts de finale      | Quarts de finale              | Quarts de finale      | Quarts de finale         |   |                         | Demi-finales      | Demi-finales      | Demi-finales      | Demi-finales      |  |  | Finale            | Finale            | Finale            | Finale            |
|  |                       |                               |                       |                          |   |                         |                   |                   |                   |                   |  |  |                   |                   |                   |                   |
|  | Du 26 mars au 6 avril | Du 26 mars au 6 avril         | Du 26 mars au 6 avril | Du 26 mars au 6 avril    |   |                         | Du 10 au 16 avril | Du 10 au 16 avril | Du 10 au 16 avril | Du 10 au 16 avril |  |  | Du 19 au 28 avril | Du 19 au 28 avril | Du 19 au 28 avril | Du 19 au 28 avril |
|  | Du 26 mars au 6 avril | Du 26 mars au 6 avril         | Du 26 mars au 6 avril | Du 26 mars au 6 avril    |   |                         | Du 10 au 16 avril | Du 10 au 16 avril | Du 10 au 16 avril | Du 10 au 16 avril |  |  | Du 19 au 28 avril | Du 19 au 28 avril | Du 19 au 28 avril | Du 19 au 28 avril |
|  | 1                     | Tigres de Victoriaville       | 4                     | 4                        |   |                         | Du 10 au 16 avril | Du 10 au 16 avril | Du 10 au 16 avril | Du 10 au 16 avril |  |  | Du 19 au 28 avril | Du 19 au 28 avril | Du 19 au 28 avril | Du 19 au 28 avril |
|  | 1                     | Tigres de Victoriaville       | 4                     | 4                        |   |                         | Du 10 au 16 avril | Du 10 au 16 avril | Du 10 au 16 avril | Du 10 au 16 avril |  |  | Du 19 au 28 avril | Du 19 au 28 avril | Du 19 au 28 avril | Du 19 au 28 avril |
|  | 8                     | Saguenéens de Chicoutimi      | 3                     | 3                        |   |                         | Du 10 au 16 avril | Du 10 au 16 avril | Du 10 au 16 avril | Du 10 au 16 avril |  |  | Du 19 au 28 avril | Du 19 au 28 avril | Du 19 au 28 avril | Du 19 au 28 avril |
|  | 8                     | Saguenéens de Chicoutimi      | 3                     | 3                        | 1 | Tigres de Victoriaville | 4                 | 4                 |                   |                   |  |  | Du 19 au 28 avril | Du 19 au 28 avril | Du 19 au 28 avril | Du 19 au 28 avril |
|  | Du 27 mars au 6 avril |                               |                       |                          | 1 | Tigres de Victoriaville | 4                 | 4                 |                   |                   |  |  | Du 19 au 28 avril | Du 19 au 28 avril | Du 19 au 28 avril | Du 19 au 28 avril |
|  |                       |                               | 7                     | Laser de Saint-Hyacinthe | 1 | 1                       |                   |                   |                   |                   |  |  | Du 19 au 28 avril | Du 19 au 28 avril | Du 19 au 28 avril | Du 19 au 28 avril |
|  | 2                     | Draveurs de Trois-Rivières    | 7                     | Laser de Saint-Hyacinthe | 1 | 1                       | 3                 | 3                 |                   |                   |  |  | Du 19 au 28 avril | Du 19 au 28 avril | Du 19 au 28 avril | Du 19 au 28 avril |
|  | 2                     | Draveurs de Trois-Rivières    | Du 8 au 14 avril      |                          |   |                         | 3                 | 3                 |                   |                   |  |  | Du 19 au 28 avril | Du 19 au 28 avril | Du 19 au 28 avril | Du 19 au 28 avril |
|  | 7                     | Laser de Saint-Hyacinthe      | 4                     | 4                        |   |                         |                   |                   |                   |                   |  |  | Du 19 au 28 avril | Du 19 au 28 avril | Du 19 au 28 avril | Du 19 au 28 avril |
|  | 7                     | Laser de Saint-Hyacinthe      | 4                     | 4                        | 1 | Tigres de Victoriaville | 0                 | 0                 |                   |                   |  |  |                   |                   |                   |                   |
|  | Du 26 mars au 6 avril |                               |                       |                          | 1 | Tigres de Victoriaville | 0                 | 0                 |                   |                   |  |  |                   |                   |                   |                   |
|  |                       |                               | 5                     | Titan de Laval           | 4 | 4                       |                   |                   |                   |                   |  |  |                   |                   |                   |                   |
|  | 3                     | Collège français de Longueuil | 5                     | Titan de Laval           | 4 | 4                       | 3                 | 3                 |                   |                   |  |  |                   |                   |                   |                   |
|  | 3                     | Collège français de Longueuil |                       |                          |   |                         |                   |                   |                   |                   |  |  |                   |                   |                   |                   |
|  | 6                     | Olympiques de Hull            | 4                     | 4                        |   |                         |                   |                   |                   |                   |  |  |                   |                   |                   |                   |
|  | 6                     | Olympiques de Hull            | 4                     | 4                        | 5 | Titan de Laval          | 4                 | 4                 |                   |                   |  |  |                   |                   |                   |                   |
|  | Du 26 mars au 4 avril |                               |                       |                          | 5 | Titan de Laval          | 4                 | 4                 |                   |                   |  |  |                   |                   |                   |                   |
|  |                       |                               | 6                     | Olympiques de Hull       | 0 | 0                       |                   |                   |                   |                   |  |  |                   |                   |                   |                   |
|  | 4                     | Cataractes de Shawinigan      | 6                     | Olympiques de Hull       | 0 | 0                       | 2                 | 2                 |                   |                   |  |  |                   |                   |                   |                   |
|  | 4                     | Cataractes de Shawinigan      |                       |                          |   |                         |                   | 2                 |                   |                   |  |  |                   |                   |                   |                   |
|  | 5                     | Titan de Laval                | 4                     | 4                        |   |                         |                   |                   |                   |                   |  |  |                   |                   |                   |                   |
|  | 5                     | Titan de Laval                | 4                     | 4                        |   |                         |                   |                   |                   |                   |  |  |                   |                   |                   |                   |
|  |                       |                               |                       |                          |   |                         |                   |                   |                   |                   |  |  |                   |                   |                   |                   |

## Équipes d'étoiles
La ligue sélectionne trois équipes d'étoiles dont une pour les recrues.

### Première équipe
- Gardien de but : Pierre Gagnon, Tigres de Victoriaville
- Défenseur gauche : Karl Dykhuis, Olympiques de Hull
- Défenseur droit : Claude Barthe, Tigres de Victoriaville
- Ailier gauche : Patrick Lebeau, Tigres de Victoriaville
- Centre : Andrew McKim, Olympiques de Hull
- Ailier droit : Martin Lapointe, Titan de Laval
- Entraîneur : Guy Chouinard, Tigres de Victoriaville

### Deuxième équipe
- Gardien de but : Félix Potvin, Saguenéens de Chicoutimi
- Défenseur gauche : François Groleau, Cataractes de Shawinigan
- Défenseur droit : Patrice Brisebois, Titan de Lavalal
- Ailier gauche : Pierre Sévigny, Laser de Saint-Hyacinthe
- Centre : Steve Larouche, Draveurs de Trois-Rivières
- Ailier droit : Sylvain Naud, Titan de Laval
- Entraîneur : Gérard Gagnon, Collège français de Longueuil

### Équipe des recrues
- Gardien de but : Martin Brodeur, Laser de Saint-Hyacinthe
- Défenseur gauche : Éric Lavigne, Olympiques de Hull
- Défenseur droit : Yan Arsenault, Collège français de Longueuil
- Ailier gauche : Patrick Poulin, Laser de Saint-Hyacinthe
- Centre : Charles Poulin, Laser de Saint-Hyacinthe
- Ailier droit : Robert Guillet, Collège français de Longueuil
- Entraîneur : Norman Flynn, Laser de Saint-Hyacinthe

## Trophées
Trois récompenses collectives et quinze individuelles sont décernées.

### Récompenses collectives
- Coupe du président (champions des séries éliminatoires) : Titan de Laval
- Trophée Jean-Rougeau (champions de la saison régulière) : Tigres de Victoriaville
- Trophée Robert-Lebel (meilleure moyenne de buts encaissés) : Tigres de Victoriaville

### Récompenses individuelles
- Trophée Jean-Béliveau (meilleur pointeur) : Patrick Lebeau, Tigres de Victoriaville
- Trophée Jacques-Plante (meilleure moyenne de buts encaissés) : Pierre Gagnon, Tigres de Victoriaville
- Trophée Michel-Bergeron (meilleur recrue offensive) : Martin Lapointe, Titan de Laval
- Trophée Frank-J.-Selke (joueur le plus gentilhomme) : Andrew McKim, Olympiques de Hull
- Trophée Michel-Brière (meilleur joueur) : Andrew McKim, Olympiques de Hull
- Trophée Émile-Bouchard (meilleur défenseur) : Claude Barthe, Tigres de Victoriaville
- Trophée Guy-Lafleur (meilleur joueur des séries éliminatoires) : Denis Chalifoux, Titan de Laval
- Trophée Michael-Bossy (meilleur espoir) : Karl Dykhuis, Olympiques de Hull
- Trophée Raymond-Lagacé (meilleur recrue défensive) : François Groleau, Cataractes de Shawinigan
- Trophée Marcel-Robert (meilleur étudiant) : Yanic Perreault, Draveurs de Trois-Rivières
- Trophée Paul-Dumont (personnalité de l'année) : Stéphane Fiset, Tigres de Victoriaville
- Trophée John-Horman (administrateur de l'année) : Michel Larocque, Tigres de Victoriaville
- Coupe Telus - Offensif (meilleur joueur offensif de l'année) : Patrick Lebeau, Tigres de Victoriaville
- Coupe Telus - Défensif (meilleur joueur défensif de l'année) : Pierre Gagnon, Tigres de Victoriaville
- Plaque Transamerica (meilleur différentiel plus/moins) : Martin Saint-Amour, Draveurs de Trois-Rivières